# Bozra

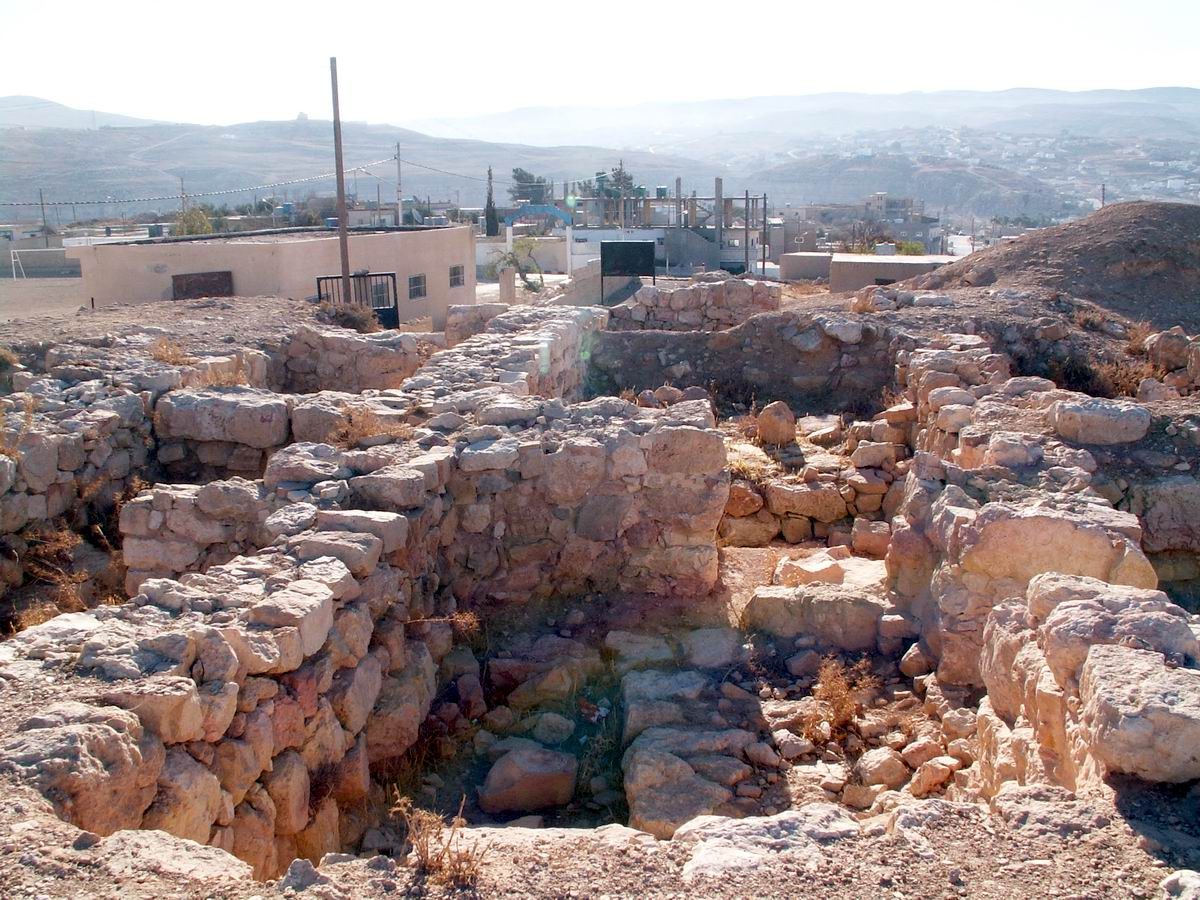
Bosra.

Bosra (em hebraico:בצרה, em árabe: بلدة بُصرة) é uma antiga cidade bíblica na Jordânia, situada a sudeste do mar Morto e hoje chamada de Buseirah ou Bouseira, entre Tafilah (Tophel) e Shobak.

## História arqueológica, bíblica e profética
Bosra foi a capital do povo de Edom. De acordo com o Antigo Testamento, Edom foi o lugar onde o irmão gêmeo de Jacó, Esaú, veio a se instalar e originá-lo como novo povo (Gn 36.1,9). No livro de Gênesis, Bosra é citada como cidade do segundo rei do povo de Esaú, ou seja, o povo de "Edom". O nome do rei era Jobabe:
"E estes são os reis que reinaram na terra de Edom, antes que reinasse rei algum sobre os filhos de Israel. Reinou, pois, em Edom Bela, filho de Beor, e o nome da sua cidade foi Dinabá. E morreu Bela; e Jobabe, filho de Zerá, de Bosra, reinou em seu lugar." (Gn 36.31-33).
O significado de Bosra é "curral de ovelhas" ou "aprisco das ovelhas"; portanto, era uma cidade pastoral no sudeste do mar Morto em Edom.
Bosra hoje é uma pequena cidade da Jordânia no estado de Tafilah, chamada de Buseirah ou em outras transliterações do árabe para o inglês grafada como Bouseira.
Suas ruínas conforme foto desta página são de uma povoação segundo a arqueologia, por volta de 2700 a 2900 anos (900 a 700 a.C.). A citação bíblica de Gn 36 põe a fundação por volta de 3.800 anos atrás, cerca de 1800 a.C.
Simplificando a linguagem bíblica, Bosra representa a guerra e a paz. A última guerra mundial antes do milênio bíblico e o início da paz mundial ocorrerão em Bosra segundo a geografia e profecia bíblica.
Um lugar ainda "esquecido e desconhecido do mundo" para a importância que a Escritura Sagrada lhe outorga.
Os profetas Amós e Jeremias predisseram a destruição de Bosra (capital de Edom), que pode ser segundo a arqueologia por volta da ocupação persa de 539 a.C, embora o povo edomita efetivamente se desfacelou em cerca de 70 d.C. O profeta Isaías, entretanto, nas suas muitas visões apocalípticas, faz uma comparação das profecias de destruição de Bosra com a batalha dos dias finais conhecida na literatura apocalíptica como Armagedom (ArmagEDOM), preditas também pelos profetas Daniel, Joel, Zacarias e Amós.
No passado em II Cron 20.14-24, o rei Jeosafá cercado pelos reis de Amom, Moabe e Edom é avisado pelo profeta Jaaziel que naquela batalha não teria que pelejar e visse somente o "livramento do Senhor". Este evento é descrito como ocorrido em Edom ao "sul" do mar Morto:
"E disse: Dai ouvidos todo o Judá, e vós, moradores de Jerusalém, e tu, ó rei Jeosafá; assim o SENHOR vos diz: Não temais, nem vos assusteis por causa desta grande multidão; pois a peleja não é vossa, mas de Deus. Amanhã descereis contra eles; eis que sobem pela ladeira de Ziz, e os achareis "no fim do vale" (sul do mar Morto em Edom, Bosra), diante do deserto de Jeruel (sudeste do deserto de Judá, na Jordânia)." (II Cro 20.15-16).
Mais adiante em II Cro 20, os versos explanam uma guerra que os três povos (Amom, Moabe e Edom) tiveram entre si, se matando uns aos outros ao invés de guerrearem contra Israel, que era o propósito primeiro da Guerra.
Da mesma forma as profecias do fim dos tempos predizem que, nos dias finais da Terra em Bosra, antes do retorno físico de Jesus Cristo à Terra em Jerusalém (Zc 14, At 1 e Ap 14), o mesmo terminará uma guerra de várias nações em Bosra (Edom), hoje a cidade de Buseirah na Jordânia. Segundo Is 34 e 63 (mais Ap 14, Ap 16 e Ap 19), nesta guerra futura, novamente Israel não terá que pelejá, pois novamente seus inimigos do futuro se matarão uns aos outros (Zc 14.13 e Ez 38.21).
Os livro do Apocalipse chama essa guerra de Armagedom, onde os profetas Joel e Ezequiel e o livro do Apocalipse (Ap 9, exército de 200 milhões), falam que uma "MULTIDÃO" de exércitos se encontrarão e se matarão uns aos outros nos montes e vales de Israel e da Jordânia. O profeta Ezequiel diz:
"E sucederá que, naquele dia, darei ali a Gogue (anticristo) um lugar de sepultura em Israel, o vale dos que passam ao oriente do mar (Bosra fica a leste do mar Morto); e pararão os que por ele passarem; e ali sepultarão a Gogue, e a toda a sua multidão, e lhe chamarão o vale da MULTIDÃO de Gogue." (Ez 39.11).
Outro profeta, Joel, relembrando o ocorrido em II Cron 20 e asseverando um evento futuro no "mesmo lugar" do rei Jeosafá, do profeta Ezequiel e da Bosra de Isaías, profetiza:
"Suscitem-se os gentios, e subam ao VALE de JEOSAFÁ; pois ali me assentarei para julgar todos os gentios em redor. Lançai a foice, porque já está madura a seara; vinde, descei, porque o lagar está cheio, e os vasos dos lagares transbordam, porque a sua malícia é grande. MULTIDÕES, MULTIDÕES no vale da decisão; porque o dia do SENHOR está perto, no vale da decisão. O sol e a lua enegrecerão, e as estrelas retirarão o seu resplendor." (Joel 2.12-15).
A Bosra antiga no passado ficou deserta, a Bosra futura e a terra de Edom serão símbolo da paz no tempo do milênio entre as nações. É a partir de Edom, Bosra,(Aprisco das ovelhas, Is 34) e de Jerusalém (Zc 14) que a paz começará no mundo após o Armag"edom" do povo de Edom.